# Art als Jocs Olímpics d'Estiu de 1936
Als Jocs Olímpics d'Estiu de 1936 celebrats a la ciutat de Berlín (Alemanya) es disputaren cinc competicions d'art entre els dies 15 i 16 d'agost. Es van concedir medalles en cinc categories (arquitectura, literatura, música, pintura i escultura) per a obres inspirades en l'esport olímpic.
Les competicions d'art formaren part del programa olímpic entre 1912 i 1948, moment en el qual es van suspendre per problemes sobre la seva professionalitat. A partir de 1952, a l'entorn dels Jocs Olímpics, s'associà un entorn no competitiu de festival cultural i artístic.

## Resum de medalles

### Arquitectura
| Prova                    | Or                                            | Argent                                  | Bronze                                                        |
| Disseny arquitectònic    | Hermann Kutschera · Skistadion                | Werner March · Reichssportfeld          | Hermann Stiegholzer · Herbert Kastinger · Kampfstätte in Wien |
| Planificació urbanística | Werner March · Walter March · Reichssportfeld | Charles Downing · Marine Park, Brooklyn | Theo Nußbaum · Kölner Stadtplan und Sportanlagen              |

### Literatura
| Prova          | Or                                    | Argent                                   | Bronze                             |
| Obra lírica    | Felix Dhünen-Sondinger · "Der Läufer" | Bruno Fattori · "Profili Azzuri"         | Hans Stoiber · "Der Diskus"        |
| Obra dramàtica | No es concedí                         | No es concedí                            | No es concedí                      |
| Obra èpica     | Urho Karhumäki · "Avoveteen"          | Wilhelm Ehmer · "Um den Gipfel der Welt" | Jan Parandowski · "Dysk Olimijski" |

### Música
| Prova        | Or                                  | Argent                                     | Bronze                        |
| Solo i cor   | Paul Höffer · "Olympischer Schwur"  | Kurt Thomas · "Kantate zur Olympiade 1936" | Harald Genzmer · "Der Läufer" |
| Instrumental | No es concedí                       | No es concedí                              | No es concedí                 |
| Orquestra    | Werner Egk · "Olympische Festmusik" | Lino Liviabella · "La Vittoria"            | Jaroslav Křička · "Bergsuite" |

### Pintura
| Prova                | Or                                  | Argent                                      | Bronze                                            |
| Pintura              | No es concedí                       | Rudolf Eisenmenger · "Läufer vor dem Ziel"  | Tsuguharu Foujita · "Ice Hockey"                  |
| Dibuixos             | No es concedí                       | Romano Dazzi · "Four Sketches for Frescoes" | Sujaku Suzuki · "Classical Horse Racing in Japan" |
| Obra gràfica         | No es concedí                       | No es concedí                               | No es concedí                                     |
| Art gràfic comercial | Alex Diggelmann · "Arosa I Placard" | Alfred Hierl · "Internationales Avusrennen" | Stanisław Ostoja · "Yachting Club Certificate"    |

### Escultura
| Prova    | Or                             | Argent                      | Bronze                             |
| Estàtues | Farpi Vignoli · "Sulky Driver" | Arno Breker · "Zehnkämpfer" | Stig Blomberg · "Wrestling Youths" |
| Relleus  | Emil Sutor · "Hürdenläufer"    | Józef Klukowski · "Ball"    | No es concedí                      |
| Medalles | No es concedí                  | Luciano Mercante · "Medals" | Josue Dupon · "Equestrian Medals"  |

## Medaller
En el seu moment es concediren medalles als artistes que participaren en la competició i resultaren vencedors, sent però no reconegudes actualment pel Comitè Olímpic Internacional.
| Posició | País           | Or | Argent | Bronze | Total |
| 1       | Alemanya       | 5  | 5      | 2      | 12    |
| 2       | Itàlia         | 1  | 4      | 0      | 5     |
| 3       | Àustria        | 1  | 1      | 2      | 4     |
| 4       | Finlàndia      | 1  | 0      | 0      | 1     |
| 4       | Suïssa         | 1  | 0      | 0      | 1     |
| 6       | Polònia        | 0  | 1      | 2      | 3     |
| 7       | Estats Units   | 0  | 1      | 0      | 1     |
| 8       | Japó           | 0  | 0      | 2      | 2     |
| 9       | Bèlgica        | 0  | 0      | 1      | 1     |
| 9       | Suècia         | 0  | 0      | 1      | 1     |
| 9       | Txecoslovàquia | 0  | 0      | 1      | 1     |